# Mount Baker (Góry Kaskadowe)

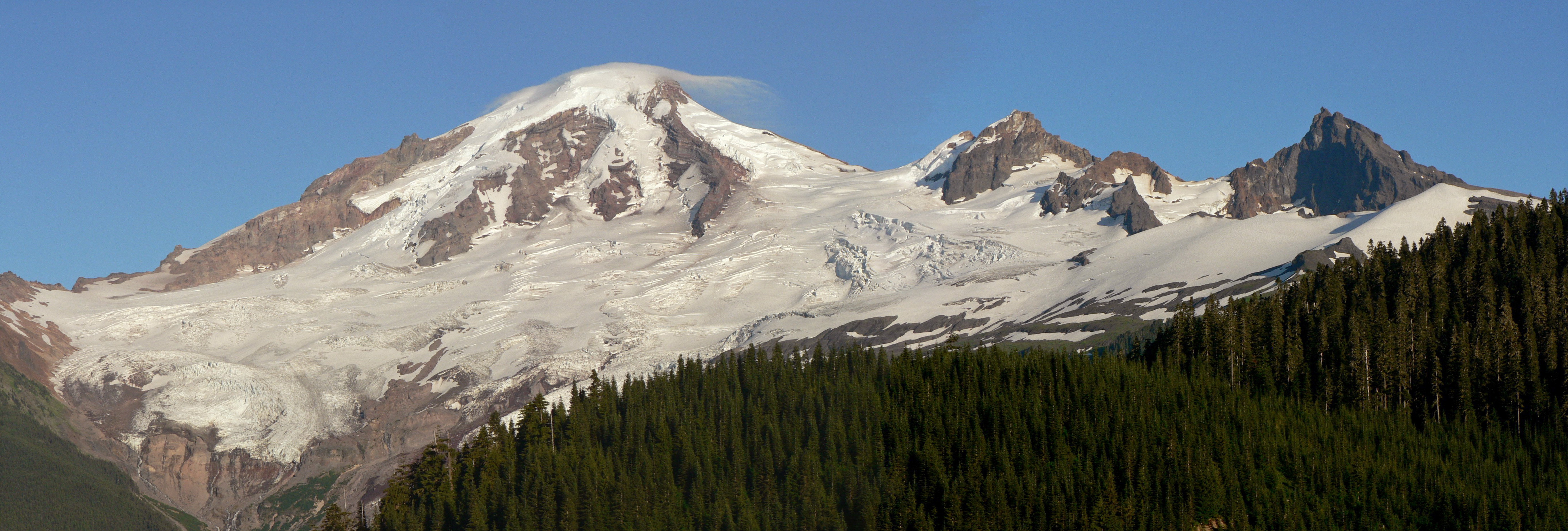
Mount Baker, panorama od północnego zachodu Chugach Mountains –

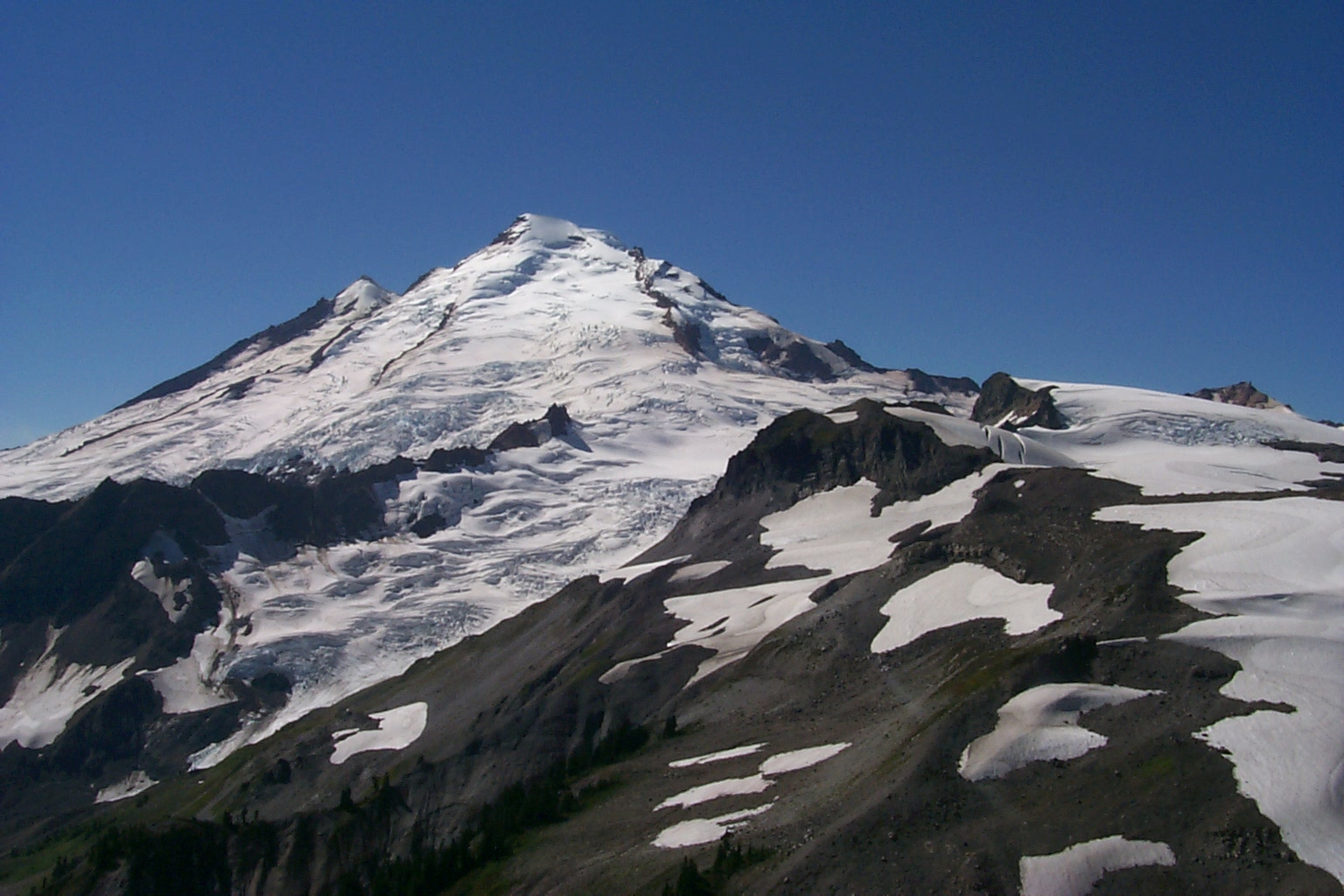
Mount Baker, widok od północno-wschodnim

Mount Baker – szczyt w paśmie Gór Kaskadowych na północno-zachodnim w Stanach Zjednoczonych w stanie Waszyngton. Jest to drugi pod względem aktywności wulkan w tym paśmie po Mount St. Helens. Nazwa pochodzi od nazwiska Josepha Bakera - trzeciego oficera w ekspedycji kapitana Vancouvera. George Vancouver badając pacyficzne wybrzeża Ameryki Północnej 30 kwietnia 1791 roku odkrył szczyt dla Europejczyków.